# 西班牙广场 (维多利亚)
西班牙广场（西班牙语：Plaza de España）又名新广场（西班牙语：Plaza Nueva）是西班牙巴斯克自治区阿拉瓦省维多利亚的主广场，建于1781-1791年。建筑师安东尼奥·德奥拉吉贝尔（Justo Antonio de Olaguíbel）。1984年公布为西班牙國家文物古蹟。

## 建筑
广场周围环绕着砖石砌筑的新古典主义建筑，形成边长61米的完美的正方形。其北侧为市政厅，南侧、东侧和西侧都有通道。周围环绕着柱廊和拱廊。市政厅的立面山花有城市的纹章。

## 历史
在1780年3月15日的市政会议上，维多利亚市长、阿拉米达侯爵拉蒙·马里亚·德乌尔维纳（Ramón María de Urbina）提出建造一个宽敞和豪华的新广场的计划，作为建设新城市的起点。 它的目的是将老城区与新区连接起来，并确定市政厅的位置。广场应具有装饰性，类似其他主要城市的主广场，例如马德里主广场和萨拉曼卡主广场。
1781年10月17日，在维多利亚建城600周年之际，根据建筑师安东尼奥·德奥拉吉贝尔（Justo Antonio de Olaguíbel）的方案，广场开始建造。工程必须克服巨大的技术困难，因为必须进行昂贵和困难的路基工程，以便在有限的空间内克服大约20米的坡度。这个问题通过建造一座建筑 Los Arquillos 得到了解决。 1791年，广场落成，1791年12月24日，市政厅第一次全体会议在新址举行。
维多利亚西班牙广场也是后来圣塞巴斯蒂安宪法广场（Plaza de la Constitución）和毕尔巴鄂新广场的典范。
1992年，广场的人行道由石板取代，石板上有一张16角的星图。

### 名称
1791年，奥拉古贝尔完成了他的项目，称之为“新广场”，与旧广场（Plaza Vieja）即今白色圣母广场相对。1820年，维多利亚当局将其命名为“宪法广场”（Plaza de la Constitución），以纪念西班牙第一部宪法--1812年西班牙宪法。一个世纪以后，1927年改为“阿方索十三世广场”（Plaza de Alfonso XIII），以纪念当时的西班牙摄政王。1931年4月14日，西班牙第二共和国成立，对当时的一些街道名称进行了修改，“阿方索十三世广场”被改为“共和国广场”（Plaza de la República）。五年后的1936年8月26日，西班牙内战爆发后，命名为“西班牙广场”，在民主恢复后得到市议会全体会议的批准。。

## 用途
截至2018年，西班牙广场设有旅游局。星期日开设收藏品市场，交换和出售钱币、集邮、明信片等物品。圣诞节前的星期四开设农贸市场和手工艺品市场。
每天中午12点，市政厅的大钟响起塞巴斯蒂安·伊拉迪耶的“鸽子”（La paloma）的旋律。